# Pes operatiu en buit
El pes operatiu en buit (OEW de l'anglès Operating Empty Weight) és el pes bàsic d'una aeronau incloent-hi la tripulació, tots els fluids necessaris per a l'operació com l'oli del motor, el refrigerant del motor, l'aigua i tots els equipaments de l'operadora necessaris pel vol excepte el combustible útil i la càrrega útil. També estan inclosos uns quants elements estàndards, el personal, l'equipament, i el subministrament necessari per les operacions aèries.
El pes operatiu en buit (OEW) és bàsicament la suma del pes buit del fabricant (MEW de l'anglès Manufacturer's Empty Weight), els elements estàndards (SI de l'anglès Standard Items), i els elements d'operador (OI de l'anglès Operator Items).
OEW = MEW  + SI + OI
El preu de compra d'una aeronau és aproximadament una funció lineal del Pes buit operatiu.